# Le Polyscope
Pour les articles homonymes, voir Polyscope.
Le Polyscope est le journal étudiant de l'Association étudiante de Polytechnique fondé en 1967, ce qui en fait le journal étudiant universitaire francophone le plus vieux du Québec.
Il y a quatre publications durant l'année académique à un volume de 1 500 exemplaires. Le Polyscope est distribué sur l'ensemble du campus de l'Université de Montréal.
La devise du Polyscope est « De toute façon on est les meilleurs depuis 1967. »
Dans le cadre de l'Association étudiante de Polytechnique, il a été sacré comité à l'interne de l'année à l'occasion des Galas de l'implication 2014-2015 et 2008-2009. Il gagne également le prix du 60ème de l'AEP au Gala de l'implication 2023-2024.

## Organisation
Le Polyscope est édité par l'Association étudiante de Polytechnique. Précédemment, les publications étaient bimensuelles et sortaient les vendredis. Mais depuis l'année 2023-2024, à la suite d'un remaniement en interne, il est publié quatre fois par an, à l'occasion de la rentrée, en novembre, pour la Saint Valentin, et enfin en avril. Le reste du temps, les membres publient sur le site internet.
Le Polyscope étant un comité à l'interne de l'Association étudiante de Polytechnique (AEP), association incorporée au Québec, cette dernière est la seule représentante officielle du journal. Le journal est géré par un directeur élu par les membres actifs, qui devient de fait officier de l'AEP, les autres postes étant également pourvus par élections internes. Le journal est également membre fondateur de la Presse étudiante francophone.
Les membres du journal sont des étudiants de l'École Polytechnique qui œuvrent à titre bénévole, avec une publication tous les deux mois et un tirage de 1 500 copies pour une édition en moyenne de 24 pages.
Le Polyscope est imprimé par Hebdo Litho inc. La publicité du Polyscope est gérée par son représentant officiel Accès Média.

## Histoire
Le Polyscope est fondé en 1967 par Raymond Cyr, alors étudiant en génie physique à l'École Polytechnique de Montréal, afin de remplacer le Poly-Information. Raymond Cyr propose le nom de Polyscope pour la polysémie du mot signifiant à la fois « le point de vue de Poly » et « la pluralité des points de vue à Poly ». La vie politique de la société québécoise, en pleine Révolution tranquille, est à cette époque très active et le contenu du journal s'en ressent. Les premiers volumes du Polyscope permettent aux étudiants de débattre des idées et le ton est particulièrement teinté d'idéologie gauchiste.
Après la Révolution tranquille, le ton du journal se calme et la politique éditoriale se tourne rapidement vers un ton grinçant et un humour sarcastique qui sera dès lors sa marque de commerce.
Durant les années 2000, Le Polyscope investit la scène culturelle en proposant des critiques de spectacles, de pièces de théâtre, d'expositions artistiques, d'événements culturels, de films ou encore d'albums musicaux.
Pour investir les réseaux sociaux, Le Polyscope se dote au début de 2012 d'une page Facebook et en 2013 d'un compte Twitter, pour informer en temps réel ses lecteurs.
Durant l'été 2014, Le Polyscope s'allie avec les autres comités médias de Polytechnique (PolyPhoto, Polyrad et Poly-TV) pour former l'Association des médias étudiants de Polytechnique (AMEP), afin d'organiser des activités communes et d'augmenter la visibilité de chacun.
En 2021, Le Polyscope crée une page Instagram. 

## Kapoté
Les Kapotés sont les éditions spéciales du journal Le Polyscope.
Publié à la fin de chaque session universitaire, le Kapoté consiste généralement en une parodie d'un journal existant. Entièrement écrit par les membres du journal, le Kapoté se veut toujours drôle et inventif, tant par les fausses publicités qu'il contient que par la maquette qui est créée de zéro pour les besoins de la cause.
Les Kapotés provoquent souvent des remous auprès des journaux parodiés, surtout lorsqu'il s'agit de publications officielles à usage promotionnel.
Voici une liste non exhaustive des Kapotés des dernières années :
- Protège-toi! : parodie du magazine Protégez-vous. Sa publication fut accompagnée d'une distribution de condoms à la fraise, à la vanille et à la banane, pour le plus grand plaisir des lecteurs. Publié à l'hiver 2016 ;
- Le Polyscope t'imprime Internet : parodie d'Internet. Publié à l'automne 2015 ;
- Le sans Intérêt : parodie du journal étudiant L'Intérêt de HEC Montréal. Sa publication et sa promotion sur les réseaux sociaux ont produit un remous sans précédent : la publication Facebook a généré 80 fois plus de trafic qu'à l'habitude et de nombreuses réactions virulentes ont fusé de la part des étudiants de l'école de commerce[7]. L'équipe du journal parodié a pour sa part très bien pris la blague. Publié à l'hiver 2015 ;
- Édition spéciale du 6 décembre : en raison des commémorations du 25e anniversaire de la tragédie du 6 décembre 1989, Le Polyscope n'a pas publié de Kapoté à l'hiver 2014. Une édition spéciale sur les femmes en génie et dans la société a été publiée afin de rendre hommage aux 14 victimes ;
- Ricardents : parodie du magazine culinaire Ricardo. Sa publication et sa promotion sur les réseaux sociaux lui a valu une réponse du concerné[8]. Publié à l'hiver 2014 ;
- Le Journul de Montréal : parodie du quotidien Le Journal de Montréal. Publié à l'automne 2013 ;
- Polyboy, divertissement pour ingénieurs : parodie du magazine Playboy. Publié à l'hiver 2013 ;
- Les Débraillés : parodie du magazine Les Débrouillards. Publié à l'hiver 2012 ;
- Ça Presse : parodie du quotidien La Presse. Publié à l'automne 2011 ;
- Rue Prozac : parodie du journal des employés en lock-out du Journal de Montréal, Rue Frontenac ;
- Quartier Ivre : parodie du journal étudiant de l'Université de Montréal, Quartier Libre. Publié à l'automne 2010 ;
- Subway : parodie du quotidien gratuit Métro. Publié à l'hiver 2010 ;
- L'absurdité : parodie du magazine L'Actualité. Publié à l'automne 2009 ;
- Temps : parodie du Time Magazine. Publié à l'hiver 2009 ;
- Science & Vice : parodie de la revue scientifique Science et Vie. Publié à l'automne 2008 ;
- Mein Sköpe : parodie de Mein Kampf. Publié à l'hiver 2008 ;
- Journal de MonRéal : parodie du Journal de Montréal. Publié à l'automne 2007 ;
- Pourriel International : parodie du Courrier international. Publié à l'automne 2006 ;
- PlyBoy : parodie du magazine Playboy sur une maquette inspirée de Rolling Stone. Publié à l'hiver 2006 ;
- Nécro : parodie du quotidien gratuit Métro avec en couverture Paul Martin faisant du parachute. Publié à l'automne 2005 ;
- Ply : parodie du magazine promotionnel P.O.L.Y. de l'École Polytechnique de Montréal. Certainement un des Kapotés qui a causé le plus de remous. Publié à l'hiver 2005 ;
- PravdaScope : parodie du journal soviétique la Pravda. Le numéro présentait Polytechnique comme un lieu de communisme idéologique. Pour les besoins de la cause, l'Université McGill a été choisie pour représenter le pôle capitaliste, et dépeinte sous des traits exagérés, ce qui n'a pas manqué de provoquer une levée de boucliers. Publié à l'automne 2004 ;
- Boire : parodie de l'hebdomadaire gratuit Voir. Publié à l'hiver 2004 ;
- Histoire des ingénieurs : journal imaginaire retraçant l'histoire de l'ingénierie depuis l'âge de pierre jusqu'au futur imaginaire. Publié à l'automne 2003 ;
- Chiasse épaisse : parodie du magazine Chasse et Pêche. Il a surtout provoqué la colère de l'Association des étudiants de Polytechnique (AEP) qui trouvait exagéré le prix de l'impression qui dépassait les 3 000 $. Publié à l'hiver 2003 ;
- Le Plant : parodie du magazine promotionnel de l'Ordre des ingénieurs du Québec (OIQ). La parodie a déplu à l'Ordre. Publié à l'automne 2002 ;
- Allô Polyce : Parodie du journal Allô Police. Publié à l'hiver 2002 ;
- L'ingénieur au foyer : parodie des journaux destinés aux femmes, avec section horoscope, recettes de cuisine, etc. Publié à l'automne 2001.

## Chroniques
Les membres du Polyscope n'étant pas des étudiants en journalisme comme c'est souvent le cas pour les journaux étudiants au Québec, la chronique est une forme d'écriture privilégiée au sein du Polyscope. Les chroniques changent avec les années et la venue de nouveaux membres, et attire un lectorat assidu qui trouve dans cette forme d'écriture une lecture de détente.
Voici une liste non exhaustive des chroniques publiées au Polyscope :
- Chronique névrotique, tenue par Maude Boillot entre 2003 et 2005. Tribulations d'une étudiante finissante. La chronique se caractérisait par la signature de l'auteur qui insérait un bout de chanson à la fin de son texte. La chronique est poursuivie au Journal de Saint-Bruno ;
- Colonne, tenue par Tarek Ould Bachir entre 2003 et 2004. Une chronique au propos léger, mêlant fiction et réalité, qui se caractérisait par une insertion dans une bulle grise qui prenait la hauteur du journal ;
- Éric et Renaud, tenue par Éric Deschambault et Renaud D'André. La chronique relate le voyage en Europe des deux auteurs durant la session d'hiver 2006. Drôles et amusantes, le lectorat suivait avec une avide passion les aventures des deux acolytes ;
- Le Truc à Renaud, tenue par Renaud D'André depuis septembre 2005. Histoires absurdes et trop souvent véridiques d'astuces et d'expériences de vie de Renaud. Cette chronique est réputée pour son humour d'une qualité incertaine ;
- Oncle Camé n'aime pas les gens, tenue par Mahdi Khelfaoui entre 2004 et 2006. La chronique se caractérisait par un ton grinçant, méchant et parfois violent. L'auteur se cachait derrière des initiales inventées (OC) et s'identifiait par un dessin de Jean-Marc Reiser issu de l'album L'année des handicapés ;
- Culture Gui-ik, tenue par Guillaume Tyteca de 2010 à 2013. Actualités et anecdotes geek ;
- Vos sociétés techniques et Aux cycles sup', instaurées à l'hiver 2014 par Maxime Callais, ces deux chroniques visent à mieux faire connaître les comités et les domaines de recherche post-baccalauréat de l'école aux élèves de Poly. Ces deux séries d'articles se présentent sous forme d'entrevues avec des sociétés techniques ou des élèves à la maîtrise ou au doctorat ;
- Les Petites annonces du Polyscope, remises à jour par Maxime Callais et alimentées par les membres du journal et les lecteurs depuis l'automne 2014. Petites annonces décalées et humoristiques ;
- Sur la mappe, tenue par Sam Bourgault depuis l'hiver 2015. Découverte décalée d'un pays méconnu.

## Membres actuels 2025-2026
- Directeur :  Jean-Nicolas Dupuis
- Rédacteur en chef : Thomas Côté-Tremblay
- Trésorerie : Ethel Neubeck
- Chef monteur : Vacant
- VP interne : Selma Chaffai
- VP local : Chloé Tessaro
- VP communication : Aglaée Itési Laflamme
- VP Archives : Chloé Tessaro
- Illustratrice : Victoria-Mae Carrière
- Webmestre : Stéfanie Lee Milczarek

## Directeurs et directrices
- 2025-2026 : Jean-Nicolas Dupuis
- 2024-2025 : Axelle Monnot
- 2023-2024 : Chloé Tessaro
- 2022-2023 : Leon Meyer
- 2021-2022 : Jimmy Bell
- 2020-2021 : Oumaïma Haqqi
- 2019-2020 : Narimane Zennaki
- 2018-2019 : Oumaïma Haqqi
- 2016-2018 : Laurent Montreuil
- 2014-2016 : Maxime Callais
- 2013-2014 : Héloïse Auger
- 2011-2013 : Guillaume Tyteca
- 2010-2011 : Francis-Olivier LeBlanc
- 2009-2010 : Laura Beauchamp-Gauvin, Jean-Élie Fontaine-Lagrand
- 2008-2009 : Latyr Niang
- 2007-2008 : Jean Philippe Akélaguélo, Fanny Lalonde
- 2006-2007 : Éric Deschambault, Philippe Nault
- 2005-2006 : Mahdi Khelfaoui, Imad Safi
- 2004-2005 : Tarek Ould Bachir
- 2003-2004 : Badr Boushel, Guillaume Pichenot
- 2002-2003 : Véronique Roy
- 2001-2002 : Michel Morneau
- 2000-2001 : Pierre-Alexandre Fournier
- 1999-2000 : Marc-André Disnard
- 1998-1999 : Claudia Proux
- 1997-1998 : Patrick Le Houiller
- 1996-1997 : Khaled Ayoub
- 1995-1996 : Mathieu Côté
- 1994-1995 : Olivier Touchette
- 1993-1994 : Nicolas Duchastel de Montrouge
- 1992-1993 : Mathieu Perreault
- 1991-1992 : Martin David
- 1990-1991 : Philippe Bellon
- 1989-1990 : Ludovic Gouaillier
- 1988-1989 : Éric Razafindrakoto
- 1987-1988 : Éric David
- 1986-1987 : Christian Scott
- 1985-1986 : Christian Laflèche
- 1984-1985 : Christian Gagnon
- 1983-1984 : Pierre Blanc, Sylvio Quesnel
- 1982-1983 : Bruno Potvin
- 1981-1982 : Jean-François d'Entremont
- 1980-1981 : Jean-Pierre Ducharme, Charles Pronovost
- 1979-1980 : Pierre Beaudoin
- 1978-1979 : Étienne Bouchard